# François Duprat
François Duprat (Ajaccio, 26 ottobre 1940 – Saint-Wandrille-Rançon, 18 marzo 1978) è stato un politico francese del dopoguerra.

## Biografia
Assai vicino ad ambienti di estrema destra ed egli stesso militante, introdusse in Francia le teorie revisioniste. Nel 1972 fu uno dei fondatori del Fronte Nazionale guidato da Jean-Marie Le Pen, fece parte della direzione politica del partito fino al suo assassinio nel 1978.
Ha scritto numerosi libri di contenuto revisionista, specie sul Terzo Reich tra i quali la Storia delle SS, nella quale egli ha inserito i risultati di numerose ricerche e ove traccia un profilo di ognuna delle 38 divisioni Waffen SS che parteciparono alla Seconda guerra mondiale, senza esimersi da critiche sulla crudeltà e sullo scarso valore in battaglia di alcune di esse ma rimarcando anche i tratti di coraggio e cieca obbedienza di gran parte delle altre.
Venne assassinato nel 1978 mediante l'esplosione di un'autobomba. Secondo lo storico Michel Winock sugli esecutori e i moventi dell'omicidio non è mai stata fatta piena luce.